# 俄罗斯联邦总统事务管理局
Template:Expand Ruissian
俄罗斯联邦总统事务管理局，简称俄总统事务局，成立于1993年11月15日，是俄罗斯联邦行政机构（联邦机构），职能是为联邦政府机构组织或直接提供物资和技术支持以及社会、医疗和疗养等服务；按照俄罗斯联邦法律规定的程序组织和直接执行事务管理；为俄罗斯联邦总统、俄罗斯联邦政府、俄罗斯联邦总统办公厅和俄罗斯联邦政府办公厅的活动提供资金。

## 俄罗斯总统事务管理局局长
- 帕维尔·巴甫洛维奇·鲍罗丁（1993年11月15日—2000年1月10日）
- 弗拉基米尔·伊戈列维奇·科任（2000年1月10日—2014年5月12日）
- 亚历山大·谢尔盖耶维奇·科尔帕科夫（2014年5月12日—）